# Abborrtjärnen (Leksands socken, Dalarna)
Abborrtjärnen är en sjö i Leksands kommun i Dalarna och ingår i Dalälvens huvudavrinningsområde.